# ペーター・ツァイドラー
ペーター・ツァイドラー（Peter Zeidler、1962年8月8日 - ）は、ドイツ・シュヴェービッシュ・グミュント出身のサッカー指導者。

## 経歴
指導者としての経歴は1984年から1993年までのVfBシュトゥットガルト・アカデミー担当から始まる。SV 03テュービンゲンとTSVベーブリンゲンで選手兼任監督を経て、VfBシュトゥットガルトⅡのコーチに就任。そこからVfRアーレンのコーチになり、2002年から2004年まで監督を務める。
2005年から2007年まで1.FCニュルンベルクⅡの監督。
シュトゥットガルト・キッカーズ監督を経て、2008年から2011年までラルフ・ラングニック監督の下、TSG1899ホッフェンハイムでコーチを務める。
フランスのリーグ・ドゥに属するトゥールFCの監督を1年務めた後、その間レッドブル・ザルツブルクのスポーツディレクターに就任していたラルフ・ラングニックにより、新しく創設されたFCリーフェリングの監督として招聘される。
FCリーフェリングでは即結果を出し、レギオナールリーガ・ヴェスト(3部リーグ)で優勝し、ブンデスリーガ2部への入れ替え戦でLASKリンツに勝利し、昇格を果たした。
2015年6月22日、アドルフ・ヒュッターの後を受けてレッドブル・ザルツブルクの監督に就任。
2016年8月22日、FCシオンの監督に就任。
2017年7月、フランス・リーグ・ドゥのFCソショー＝モンベリアルの監督に就任。
2018-19シーズンより、スイス・スーパーリーグのFCザンクト・ガレン監督に就任。翌2019-20シーズンにはリーグ2位の好成績を収めた。
2024-25シーズンより、ドイツ・ブンデスリーガのVfLボーフム監督に就任。

## 人物
長年に渡ってドイツの高校教師としてフランス語を教えていたこともあるため、母国語のドイツ語のみならず英語とフランス語に堪能。